# Râul Gherghelău
Râul Gherghelău este un afluent al râului Fișer. 

## Hărți
- Harta Județului Brașov